# Batman: The Caped Crusader
Batman: The Caped Crusader è un videogioco a piattaforme di avventura dinamica sul personaggio di Batman, pubblicato nel 1988 per i computer Amiga, Amstrad CPC, Apple II, Atari ST, Commodore 64, MS-DOS e ZX Spectrum dalla Ocean Software. Le edizioni nordamericane sono della Data East USA (unica editrice nel caso dell'Apple II). È il secondo videogioco ufficiale su Batman, dopo Batman (1986) della stessa Ocean, ma non ha collegamenti con altri giochi. Non è tratto da un'opera specifica; Caped Crusader (lett. "crociato mascherato") è uno dei soprannomi di Batman.
È caratterizzato da uno stile simile alle tavole di un fumetto, realizzato tramite una struttura a finestre sovrapposte. È diviso in due distinte parti, giocabili in qualsiasi ordine. Batman deve affrontare il Joker e il Pinguino (uno per parte), utilizzando pugni e batarang, e risolvendo enigmi.

## Trama
Ci sono due episodi giocabili senza un ordine prestabilito.
- In A Bird in the Hand Pinguino, usando una fabbrica di ombrelli come copertura, prepara un esercito di pinguini robotici per conquistare il mondo. Batman inizia dalla batcaverna dove deve recuperare oggetti utili, poi attraversa le strade di Gotham pattugliate da scagnozzi, fino a raggiungere il magazzino e la magione di Pinguino, dove deve disattivare il computer principale.
- In A Fete Worse than Death (gioco di parole tra Fate "destino" e Fete "festa all'aperto") Joker ha rapito Robin. Batman deve scendere nelle fogne di Gotham, dove si nascondono molte bombe che devono essere disinnescate. Poi deve liberare Robin imprigionato nel luna park di Joker.

## Modalità di gioco
Si può scegliere di giocare uno qualsiasi dei due episodi (contro Pinguino o Joker), caratterizzati da scenari e avversari differenti.
La visuale di gioco principale è mostrata in una finestra più piccola dello schermo, che rappresenta una sorta di vignetta. Quando Batman passa da un ambiente all'altro, una nuova vignetta di dimensioni e proporzioni variabili si sovrappone a quelle precedenti. Ogni luogo/vignetta è bidimensionale, con vista laterale fissa.
Si deve esplorare uno scenario intricato composto da decine di luoghi collegati, combattere gli scagnozzi dell'uno o dell'altro cattivo, ad esempio i pinguini meccanici di Pinguino o i pagliacci con armi da fuoco di Joker, e usare opportunamente gli oggetti trovati per risolvere problemi e progredire nel gioco.
Batman può camminare a destra e sinistra, arrampicarsi e accovacciarsi. Può attaccare con calci alti, calci bassi e pugni, oppure lanciare il batarang se disponibile. Si possono raccogliere numerosi oggetti e accedere a una schermata di utilità dove, con il gioco in pausa, si controlla un "bat-cursore" e si danno comandi tramite icone.
La schermata di utilità comprende l'inventario grafico degli oggetti trasportati, lo stato dell'energia di Batman (a seconda delle versioni, una serie di barre di varie statistiche oppure un unico volto di Batman che diventa gradualmente un teschio), la percentuale di avventura completata, e cinque icone di comando. Un'icona permette di utilizzare uno degli oggetti trasportati se attualmente possibile, ad esempio usare una chiave per aprire una porta, attivare il batarang come arma (al posto dei pugni), o mangiare cibo per ricaricare l'energia. Le altre icone servono a lasciare un oggetto (la capienza dell'inventario è limitata), controllare l'audio, uscire dalla schermata o riavviare la partita.

## Colonna sonora
La musica, dove presente, è in parte ispirata al tema della classica serie televisiva Batman, originariamente composto da Neal Hefti.

## Accoglienza
Batman: The Caped Crusader fu prevalentemente gradito dalla critica dei suoi tempi.
Particolarmente buoni furono i giudizi della versione ZX Spectrum, con molte riviste che diedero voti complessivi equivalenti a 90% o più.
Qualche rivista criticò il poco spessore del gioco, pur apprezzando comunque l'aspetto e l'atmosfera.

### Manuali
- (EN) Batman: The Caped Crusader (manuale europeo multipiattaforma), Ocean, 1988.
- (EN) Batman: The Caped Crusader (manuale americano per C64 e ST), Data East USA, 1988.

### Riviste
- Batman (JPG), in Super Commodore 64/128, anno 6, n. 26, Milano, Gruppo Editoriale Jackson, giugno 1989,  p. 30, OCLC 955393932.
- Batman: The Caped Crusader (JPG), in Zzap!, anno 4, n. 30, Milano, Edizioni Hobby, gennaio 1989,  pp. 32-33, OCLC 955306919.
- Batman: The Caped Crusader (JPG), in Amiga Magazine, anno 2, n. 8, Milano, Gruppo Editoriale Jackson, 1989,  p. 47, OCLC 955381984.
- Batman: The Caped Crusader (JPG), in K, n. 2, Milano, Glénat, gennaio 1989,  p. 35, ISSN 1122-1313 (WC · ACNP).
- Batman: The Caped Crusader (JPG), in The Games Machine, n. 6, Milano, Edizioni Hobby, febbraio 1989,  pp. 42-43, OCLC 955708482.
- Batman: The Caped Crusader (JPG), in Guida Videogiochi, n. 2, Milano, Gruppo Editoriale Jackson, luglio/agosto 1989,  p. 33.
- Batman: The Caped Crusader (JPG), in Computer+Videogiochi, n. 4, Milano, Gruppo Editoriale Jackson, aprile 1991,  p. 86, OCLC 955714397.
- Batman: The Caped Crusader (JPG), in AppleDisk, n. 36, JCE, marzo/aprile 1990,  p. 13.
- Software news (JPG), in Radio Elettronica & Computer, anno 18, n. 4, Cinisello Balsamo, Gruppo Editoriale JCE, maggio 1989,  pp. 7-8.